# Élections législatives de 1930 dans la ville libre de Dantzig
Les élections législatives de 1930 dans Ville libre de Dantzig (en allemand : Volkstagswahl in Danzig 1930) se tiennent le 16 novembre 1930, afin d'élire les 72 députés du Volkstag. Cette élection intervient quelques mois après que la réforme constitutionnelle ait été adoptée par le Volkstag. Cette réforme réduisait notamment le nombre de députés qui passe alors de 120 à 72.

## Résultats

### Voix et sièges
| Parti                             | Parti                             | Voix    | %     | Sièges | +/- |
| --------------------------------- | --------------------------------- | ------- | ----- | ------ | --- |
|                                   | Parti social-démocrate            | 49 965  | 25,25 | 19     | 23  |
|                                   | Parti national-socialiste         | 32 457  | 16,40 | 12     | 11  |
|                                   | Zentrum                           | 30 230  | 15,28 | 11     | 7   |
|                                   | Parti national du peuple allemand | 25 938  | 13,11 | 10     | 15  |
|                                   | Parti communiste                  | 20 194  | 10,21 | 7      | 1   |
|                                   | Autres                            | 39 087  | 19,75 | 13     |     |
|                                   |                                   |         |       |        |     |
| Votes valides                     | Votes valides                     | 197 871 | 99,82 |        |     |
| Votes blancs et nuls              | Votes blancs et nuls              | 366     | 0,18  |        |     |
| Total                             | Total                             | 198 237 | 100   | 72     | 48  |
| Abstentions                       | Abstentions                       | 24 329  | 10,93 |        |     |
| Nombre d'inscrits / participation | Nombre d'inscrits / participation | 222 566 | 89,07 |        |     |